# Britt Walford
Britt Walford (Louisville, 1970) è un batterista statunitense.
È noto, soprattutto, per essere stato membro fondatore e batterista della rock band statunitense Slint. Walford è considerato uno dei migliori batteristi nella scena rock underground. Dopo che gli Slint si sciolsero cominciò a suonare con Will Oldham per il suo progetto Palace Brothers e collaborò con Brian McMahan nei The For Carnation.